# متنزه كيولاديو الوطني
متنزه كيولاديو الوطني (بالإنجليزية Keoladeo National Park) هو متنزه يقع في ولاية راجستان بالهند وتبلغ مساحته حوالي 2,873 هكتار.
يضم المتنزه حوالي 230 نوعاً من الطيور بما في ذلك الأنواع النادرة منها. وتمت حماية الموقع في عام 1981 بموجب اتفاقية رامسار نظراً لأهمية المناطق الرطبة التي يضمها، كما تم إدراجه ضمن التراث العالمي لليونسكو سنة 1985 م. ووصل عدد زوار المتنزه خلال سنة 2008 م إلى 100.000 زائر.

## صور المتنزه

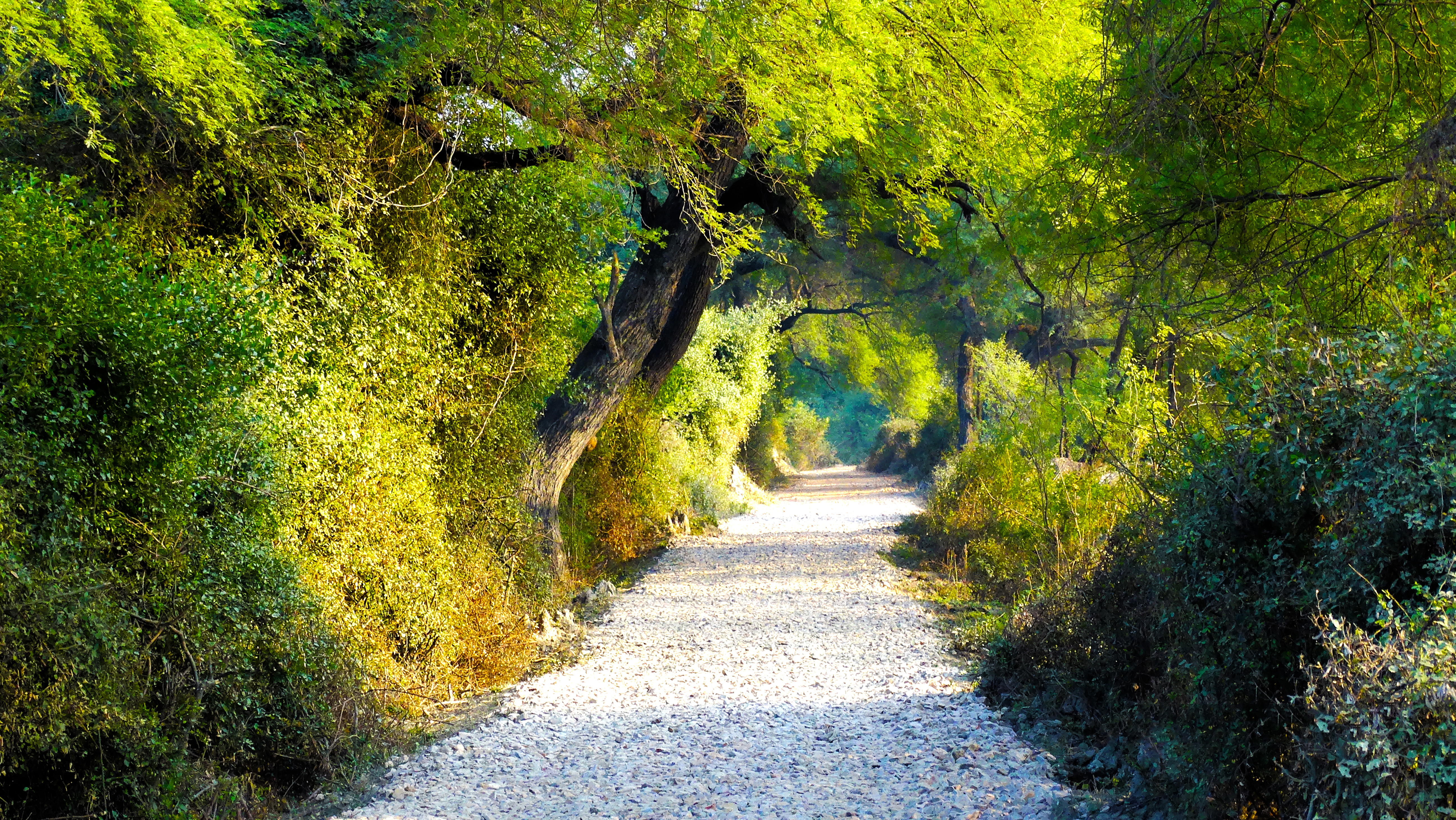
ممر داخل حدائق متنزه كيولاديو
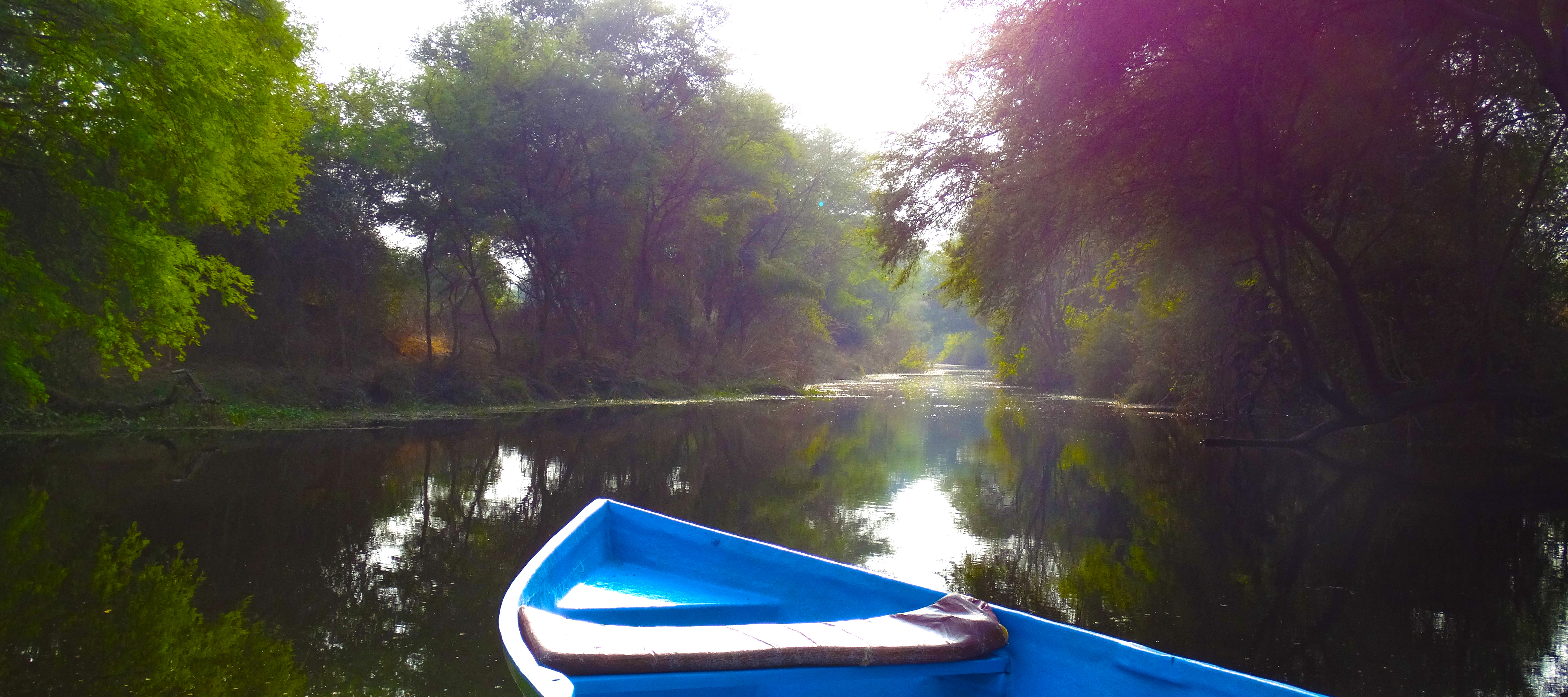
قارب في جولة داخل إحدى قنوات المتنزه
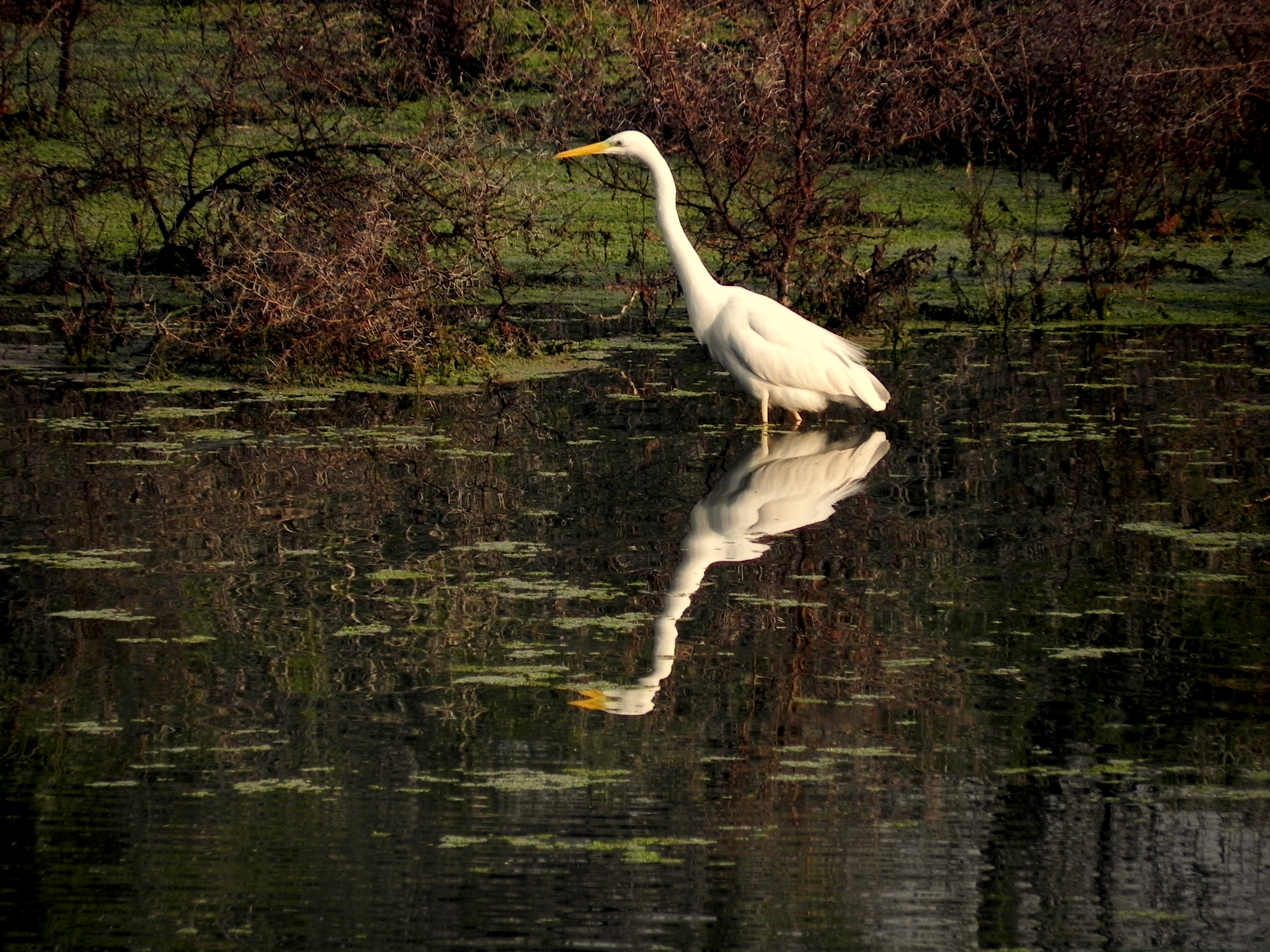
طائر بلشون أبيض كبير
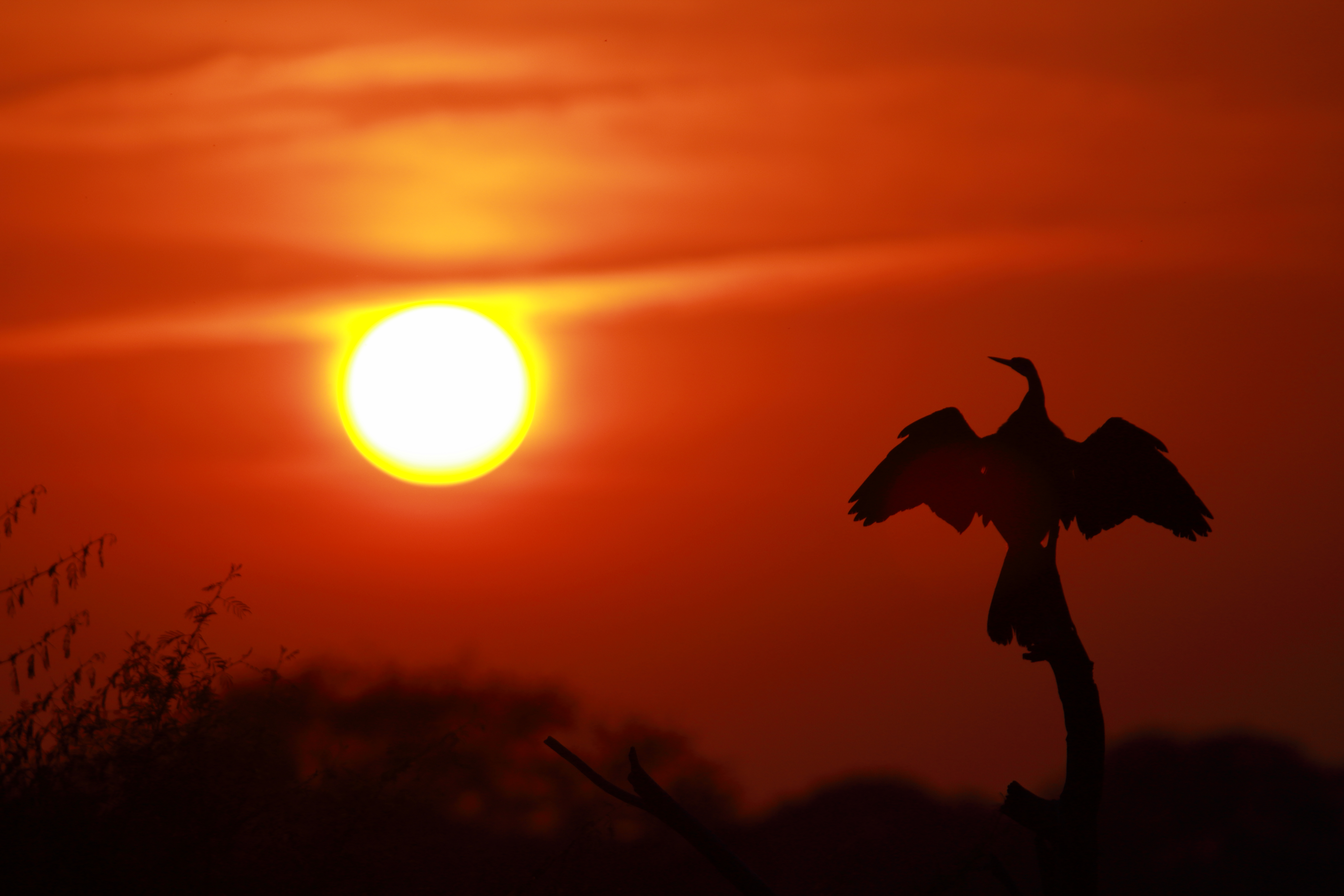
المتنزه عند لحظة الغروب

## وصلات خارجية
- (بالإنجليزية) Fiche du parc sur le site UNEP-WCMC
- Site du patrimoine mondial
- Keoladeo National Park on board the Palace on Wheels نسخة محفوظة 13 مارس 2013 على موقع واي باك مشين.
- Reuters: Drought-ridden Indian bird park loses its birds. Version of 2007-Feb-25. Retrieved 2007-Feb-27.